# 貝蒂 (台灣女演員)
贝蒂（英語：Betty Pei Ti，1951年11月10日—），本名韩白绸，生于臺灣，后成为香港演員。

## 生平
1951年，貝蒂於臺灣宜兰市出生，貝蒂后通过歌唱比赛加入中华艺团，之后到了香港演出。
來港後，貝蒂受到香港導演楚原的赏识并让她主演了《爱奴》中春姨一角，由于其精湛的表演，獲邀加入邵氏電影公司。
1977年，貝蒂回到台湾，并继续自己的影视事业。后于1988年息影。

## 電影作品
- 1972年：《心花朵朵》
- 1972年：《愛奴》飾 春姨
- 1972年：《笙歌妙舞處處聞》
- 1972年：《風月奇譚》飾 金寶（鄧夫人）
- 1973年：《大刀王五》飾 金菊花
- 1973年：《牛鬼蛇神》飾 一看戲女
- 1973年：《雨中行》
- 1973年：《雲飛何處》飾 黃海華
- 1973年：《七十二家房客》飾 導遊老闆
- 1973年：《女警察》
- 1973年：《桃色經紀》飾 蔡愛蓮
- 1973年：《土匪》飾 妓女
- 1973年：《憤怒青年》飾 Fanny
- 1974年：《少林和尚》
- 1974年：《牛家大院》
- 1974年：《龍鳳配》飾 佩君
- 1974年：《迷幻嬌娃》飾 茱蒂
- 1975年：《賊公計》飾 油菜花
- 1975年：《最後的一吻》
- 1975年：《五嬌娃》
- 1975年：《長青樹》飾 羅繼母
- 1975年：《戰地英豪》
- 1976年：《男歡女愛》
- 1977年：《蛇山蠱女》
- 1977年：《楚留香》飾 水母陰姬
- 1977年：《名門正派》
- 1977年：《風雲人物》
- 1978年：《徵婚》
- 1978年：《大喇嘛》
- 1978年：《天下無敵》
- 1978年：《呂洞賓三戲白牡丹》
- 1979年：《中原一點紅》飾 柳無眉
- 1980年：《土包子打通關》
- 1980年：《無字天書》
- 1981年：《上行列車》
- 1982年：《一線兩星大進擊》
- 1983年：《秋風女人心》

## 電視劇作品
- 1974年：《英雄榜》飾 林美仙
- 1975年：《金玉緣》
- 1977年：《絕代雙驕》飾 邀月宮主
- 1978年：《梅嶺飄香》飾 溫飛卿
- 1982年：《不要說再見》飾 湯麗香
- 1988年：《漢宮怨》（歌仔戲）飾 呂后
- 1988年：《大漢春秋》（歌仔戲）飾 竇太主
- 2013年：《天龍傳奇》（歌仔戲）飾 沒藏太后